# Mein achtel Lorbeerblatt
Mein achtel Lorbeerblatt ist das fünfte deutsche Studioalbum des deutschen Liedermachers Reinhard Mey und erschien 1972 bei Intercord.

## Inhalt
Das Album beginnt mit dem Lied Musikanten sind in der Stadt, in dem Mey mit leicht ironischem Blick von fahrenden Musikanten singt. Manchmal wünscht’ ich ist ein Liebeslied, in dem das Lyrische Ich über die gemeinsame Zeit mit einer Angebeteten nachdenkt.
Annabelle, ach Annabelle ist eines der kontroversesten Lieder Meys. Das Lied beschreibt die Sicht eines Mannes auf seine studierende Freundin, die sich in der Studenten- und Emanzipationsbewegung zu Beginn der 1970er Jahre engagiert. Das Lied führte zu einem Höhepunkt der Kritik. Thomas Rothschild schrieb in dem Buch Liedermacher: „Mit dieser Karikatur einer linken Studentin […] entpuppte sich Reinhard Mey endgültig als einer, der seinen kleinbürgerlichen Zuhörern, die sich ihre heile Welt nicht rauben lassen wollen, nach dem Mund singt. […] Was offenbar sogar Moderatoren für Humor halten, ist bösartige Lächerlichmachung einer Minderheit. Von der Annabelle, die nie lacht, zum Russen mit dem Messer zwischen den Zähnen ist es nur ein Schritt. Mey betreibt mit Annabelle Hexenjagd in Chanson-Form.“ Für das Lied, das ihm nach eigenem Bekunden „jede Menge Ärger, aber auch jede Menge Spaß“ eingebracht habe, schrieb er 1998, Jahrzehnte später, mit Der Biker eine Art „Entschuldigungslied“, in dem er seine Wertschätzung für Annabelle zum Ausdruck bringt.
Alles, was ich habe ist ein Freundschaftslied an eine Küchenschabe, die des Protagonisten einziger Freund ist, nachdem alle seine anderen Freunde „mit dem Glück“ davon sind. Im Lied Schade, daß du gehen mußt besingt der Liedermacher einen verstorbenen Zechbruder. Die heiße Schlacht am kalten Buffet gibt satirisch stark überzeichnet wieder, wie Menschen aus der sozialen Oberschicht ein kaltes Buffet stürmen. Mein achtel Lorbeerblatt erzählt vom Druck und den Erwartungen, die auf den Protagonisten ausgeübt werden, und wie dieser damit umgeht.
Ein weiteres Liebeslied findet sich mit Herbstgewitter über Dächern. In Tyrannis (Von Wand zu Wand sind es vier Schritte) enthält den inneren Monolog eines in Isolationshaft unschuldig Gefangenen. Dieser beschreibt seinen Leidensweg und legt schließlich ein falsches Geständnis ab, um seiner ansonsten aussichtslosen Situation zu entrinnen. Bevor ich mit den Wölfen heule ist ein individualistisches Bekenntnis, gegen den Strom zu schwimmen. Ich wollte immer schon ein Mannequin sein schildert den vergeblichen Traum eines Handwerkers, endlich einmal als Mannequin über den Laufsteg zu gehen. Für das Duo Inga und Wolf schrieb Mey unter seinem Pseudonym Alfons Yondraschek das Abschiedslied Gute Nacht, Freunde, das er hier selbst interpretiert.

## Titelliste
1. Musikanten sind in der Stadt – 3:23
2. Manchmal wünscht’ ich – 2:57
3. Annabelle, ach Annabelle – 4:02
4. Alles, was ich habe – 1:57
5. Schade, daß du gehen mußt – 4:21
6. Die heiße Schlacht am kalten Büffet – 3:16
7. Mein achtel Lorbeerblatt – 3:29
8. Herbstgewitter über Dächern – 3:13
9. In Tyrannis (Von Wand zu Wand sind es vier Schritte) – 5:31
10. Bevor ich mit den Wölfen heule – 2:54
11. Ich wollte immer schon ein Mannequin sein – 2:10
12. Gute Nacht, Freunde – 2:51